# Postal (videogioco)
Postal è uno sparatutto in terza persona a visuale isometrica, sviluppato da Running with Scissors, Inc. e da Ripcord Games nel 1997 per PC. Disponibile per sistemi Microsoft Windows, venne successivamente portato su macOS e in download digitale su Steam. Alla fine del 2019, Running With Scissors ha rilasciato il videogioco come freeware.[3]
Venne realizzata una espansione, Special Delivery, pubblicata nel 1998; quest'ultima, insieme al gioco originale, è stata pubblicata nel 2001 nell'edizione Postal Plus, pubblicata anche per Linux grazie a Loki Software.inoltre il titolo si rifà all'espressione americana "Going Postal" che significa andare a ruba/impazzire
Postal ha avuto un seguito nel 2003 come sparatutto in prima persona, Postal², mentre un terzo episodio dal titolo Postal III è stato pubblicato il 17 febbraio 2012, viene considerato, però, uno spin-off della serie. Venne poi rimasterizzato nella versione Redux, disponibile a partire dal 2016.

## Trama
(Il "Postal Dude" nella schermata di caricamento del primo livello, "Home")
Il gioco non ha una trama elaborata, narra delle vicende di un cittadino statunitense improvvisamente impazzito che decide di uccidere chiunque gli capiti a tiro. All'inizio del gioco è possibile vedere un furgone che lascia l'abitazione del protagonista, che potrebbe essere quindi vittima di uno sfratto. Per proseguire nel gioco occorre eliminare una certa percentuale di persone ostili nella mappa; fatto ciò si prosegue nel livello seguente.

## Modalità di gioco
Il gioco adotta una prospettiva a due dimensioni, con visuale isometrica; il gameplay consiste nell'eliminazione di chiunque si frapponga sulla strada del giocatore, personaggi ostili, ma anche semplici civili.

## Accoglienza
Il primo episodio della saga Postal debuttò all'E3 di Atlanta nel 1997.
Catturò subito l'attenzione di molti addetti ai lavori e in poco tempo ottenne numerosi premi e riconoscimenti.
In Italia questo videogioco nonostante sia stato apprezzato per la sua giocabilità, non sempre ha ricevuto recensioni positive a causa dell'eccessiva violenza.